# Staw Miejski w Zgierzu
Staw Miejski w Zgierzu (także: Staw Cylkego) – staw położony pomiędzy ulicami Barlickiego i Piątkowską w Zgierzu, w centralnej części Parku Miejskiego im. Tadeusza Kościuszki.

## Charakterystyka i historia
Staw ma powierzchnię 3,75 hektara i średnią głębokość około 1,2–1,4 metra, a utworzono go poprzez budowę jazu zastawkowego na rzece Bzurze. Prawie w środku akwenu znajduje się niewielka, zadrzewiona wyspa usypana w latach 20. XX wieku. Alternatywna nazwa stawu pochodzi od nazwiska Jana Cylkego, właściciela restauracji "Pod Złotą Rybką", która działała przed II wojną światową (i krótko po niej) na terenie parku. W okresie tym istniała możliwość wynajmowania łodzi, którymi można było pływać po stawie. W 1946 komunistyczny milicjant zastrzelił w trakcie utarczki syna Jana Cylkego, Jerzego. W 1948 odebrano Cylkemu koncesję na prowadzenie restauracji oraz dzierżawienie stawu. Obiekty rozebrano, a teren wyrównano. 

## Przyroda
Zbiornik obecnie jest zanieczyszczony przez namuły i piaski niesione korytem rzecznym. Najpłytsza jego część znajduje się od strony wlewki Bzury, a najgłębsza przy odpływie.
Zbiornik jest obfity w ryby, mimo że zdarzają się tu przypadki zakwitu wody. Najpopularniejsze gatunki to karpie, szczupaki, liny, karasie pospolite i srebrzyste, leszcze, sandacze, okonie, węgorze, wzdręgi i płocie. Woda jest dzierżawiona przez Okręg PZW w Łodzi. Akwen jest corocznie zarybiany i corocznie odbywają się na nim imprezy wędkarskie. Obowiązuje zakaz spinningowania. Roślinność wodna jest bardzo uboga. Brzegi porasta trawa.